# Striglina tibiaria
Striglina tibiaria är en fjärilsart som beskrevs av Walker 1859. Striglina tibiaria ingår i släktet Striglina och familjen Thyrididae. Inga underarter finns listade i Catalogue of Life.